# Манастир Вољавча
Манастир Вољавча је манастир Српске православне цркве и припада Епархији Шумадијској.

## Положај и историјат
Скривен у густој шуми уз Вољавачки поток на североисточној падини Рудника, у близини Страгара, налази се манастир Вољавча са црквом посвећеном Св. Михаилу и Гаврилу. Манастир, задужбина Михаила Кончиновића, властелина деспота Стефана Лазаревића, обновљен је почетком 15 века на остацима старе цркве из 1050. године. Уписан је регистар споменика културе од изузетног значаја од 1981.
Историјске податке о манастиру дају турски дефтери, у којима се манастир помиње у опису Смедеревског санџака 1516. године. Године 1607, када је игуман био Захарија, написан је манастирски типик, а такође се помиње и тапија манастира из 1680. године.
1759. године манастир је тешко пострадао од Турака. 1756. године са источне стране је подигнут нови конак, а игуман Алексије води рачуна о духовним потребама и за манастир набавља већи број богослужбених књига и икона.
На место игумана 1786. године долази Хаџи Рувим, који окупља младе и даровите људе, учи их писмености и дуборезачким, каменорезачким и сликарским вештинама. Био је противник турских господара и енергични борац за права поробљеног српског народа. 1789. године Турци су опљачкали и спалили Вољавчу. У време Првог српског устанка манастир је имао значајну улогу а у њему се често скривао и Карађорђе Петровић. У манастирском конаку, изграђеном 1765. године и који спада у најстарије конаке у Србији, 1805. године је било седиште Правитељствујушчег совјета српског, прве Карађорђеве владе на чијем је челу био Матија Ненадовић.
Две стотине година након првог заседања Правитељствујушчег совјета српског, у Вољавчи је у истој просторији где је заседао Совјет, одржана свечана седница Владе Републике Србије. Поводом 200 годишњице заседања Правитељствујушчег совјета српског у приземљу конака постављена је стална етнолошка изложбена поставка.
Овом реконструкцијом Народни музеј у Крагујевцу настоји да оживи и приближи свакодневни живот прве половине 19. века у манастирском комплексу, у коме су се поред предавања духовном животу одиграле и историјски значајне седнице прве српске Владе у нововековној историји Србије.
Изградња манастира је настављена 1838. године, када је Јанићије Ђурић на западној страни цркве подигао велику кулу звонару. Било је то у време (1841) Хаџи Максима Нешковића игумана. Вољавча је свој данашњи изглед добила 1865. године.
Поред зида, код леве певнице у манастирској цркви, узидана је глава Танаска Рајића, Карађорђевог барјактара, коме су Турци одрубили главу на Љубићу код Чачка.
Од 1990. до 2018. игуманија манастира је била Аквилина Чукановић.

## Архитектура и сликарство
Црква манастира Вољавча подигнута је у градитељским традицијама Моравске школе, у облику трилиста, са куполом изнад централног простора и полукружним апсидама на северној, источној и јужној страни. Бројна оштећења и презиђивања у потпуности су уништила сликану декорацију, за коју се зна да је постојала у 17. веку. Цркву су наново осликали професори и студенти Факултета примењених уметности 2014.-15. године.

## Галерија
- Манастирска црква
- Спомен плоча
- Припрата
- Звоник
- Манастирско гробље